# Acid oleanolic
Acidul oleanolic este un compus organic natural din categoria triterpenoidelor pentaciclice, derivat de oleanan, similar cu acidul betulinic. Este un compus răspândit în plante și alimente, fiind regăsit fie sub formă liberă acidă, fie sub formă de aglicon al unor saponine triterpenoidice.